# Jean-Baptiste van de Kerchove
L'abbé Jean-Baptiste van de Kerchove, né à Oosteeklo le 5 janvier 1790 et mort à Stekene le 13 décembre 1832, est un prêtre catholique et homme politique belge.

## Biographie
Séminariste dans le diocèse de Gand,  Jean-Baptiste van de Kerchove refuse en 1813 avec ses confrères séminaristes de reconnaître l'évêque Jacques-Louis de La Brue de Saint-Bauzile (1760-1832) nommé par Napoléon, de sorte qu'ils sont tous enrôlés dans l'armée ou avec plus d'une centaine sont exilés dans un camp de prisonniers de la citadelle de Weasel, où un certain nombre d'entre eux meurt de maladie et de privation. Lorsque l'empire subit ses dernières convulsions au début de 1814, ils s'échappent et retournent à Gand, où ils sont reçus triomphalement le 14 mai 1814. 
Curé de Sinaai en 1817, vicaire à Courtrai en 1821 et prêtre à Rupelmonde en 1826, il est élu membre du Congrès national. Il devient par la suite curé de Rupelmonde.

## Sources
- P.J. VAN DER MOERE s.j., De jonge Leviten van het Seminarie van Gent te Wezel, Brussel, 1856.
- Carl BEYAERT, Biographies des membres du Congrès national, Bruxelles, 1930, p. 96